# Исаковщина (Псковский район)
Исаковщина — деревня в Псковском районе Псковской области. Входит в состав Серёдкинской волости. 
Расположена на берегу реки Чёрная, в 67 км к северо-западу от Пскова и в 20 км к северо-западу от села Серёдка.
Численность населения деревни по состоянию на 2000 год составляла 4 человека.

## Топографические карты
- Лист карты O-35-XVII Новоселье. Масштаб: 1 : 200 000. Издание 1980 г.